# 't Huis te Poort
 't Huis te Poort is een gebouwencomplex aan de Dam te Schiedam. Het bestaat uit een zaalkerk en een pastorie van de Oudkatholieke Kerk. De kerk is gewijd aan de heilige Johannes de Doper en sinds een parochiefusie in 1990 ook aan Maria Magdalena en Laurentius.

## Geschiedenis
De zaalkerk uit 1862 is opgetrokken in grauw metselwerk in staand verband. De voorgevel bestaat uit een tuitgevel met gepleisterde en met rondbogen geprofileerde hoeklisenen.
De kerk werd op 16 juli 1862 door pastoor Johannes Heykamp plechtig ingewijd.
In het register van rijksmonumenten wordt over het complex het volgende opgemerkt:
Katholieke zaalkerk, deel uitmakend van het kerkelijk complex van de Oud-Katholieke gemeente 't Huis te Poort', gebouwd in 1862 in Waterstaatsstijl, van algemeen belang vanwege de cultuurhistorische, architectuurhistorische, beeldbepalende en ensemblewaarde. Tevens van belang binnen het oeuvre van de Schiedamse architecten M. van Erkel en J. Vormer.
In 2007 kwam een intensieve restauratie gereed. Behalve voor erediensten is de kerk sindsdien in gebruik als cultureel centrum, er wordt met name oude muziek geprogrammeerd.